# Alina Talaj
Alina Henadzeuna Talaj (belorusko Аліна Генадзеўна Талай), beloruska atletinja, * 14. maj 1989, Orša, Sovjetska zveza.
Nastopila je na poletnih olimpijskih igrah v letih 2012 in 2016, obakrat se je uvrstila v polfinale teka na 100 m z ovirami. Na svetovnih prvenstvih je osvojila bronasto medaljo v isti disciplini leta 2015, kot tudi na svetovnih dvoranskih prvenstvih v teku na 60 m z ovirami leta 2012, na evropskih prvenstvih zlato in srebrno medaljo v teku na 100 m z ovirami, na evropskih dvoranskih prvenstvih pa dve zlati in bronasto medaljo v teku na 60 m z ovirami.